# Clathrina clara
Clathrina clara är en svampdjursart som beskrevs av Klautau och Valentine 2003. Clathrina clara ingår i släktet Clathrina och familjen Clathrinidae.
Artens utbredningsområde är havet kring Julön. Inga underarter finns listade i Catalogue of Life.